# الجبهة (المخادر)

تعديل مصدري - تعديل

الجبهة محلة تابعة لقرية السور، التابعة لعزلة المحرم بمديرية المخادر إحدى مديريات محافظة إب في الجمهورية اليمنية، بلغ تعداد سكانها 25 حسب تعداد اليمن لعام 2004.